# Orlando ferito
 (septembre 2015).
Si vous disposez d'ouvrages ou d'articles de référence ou si vous connaissez des sites web de qualité traitant du thème abordé ici, merci de compléter l'article en donnant les références utiles à sa vérifiabilité et en les liant à la section « Notes et références ».

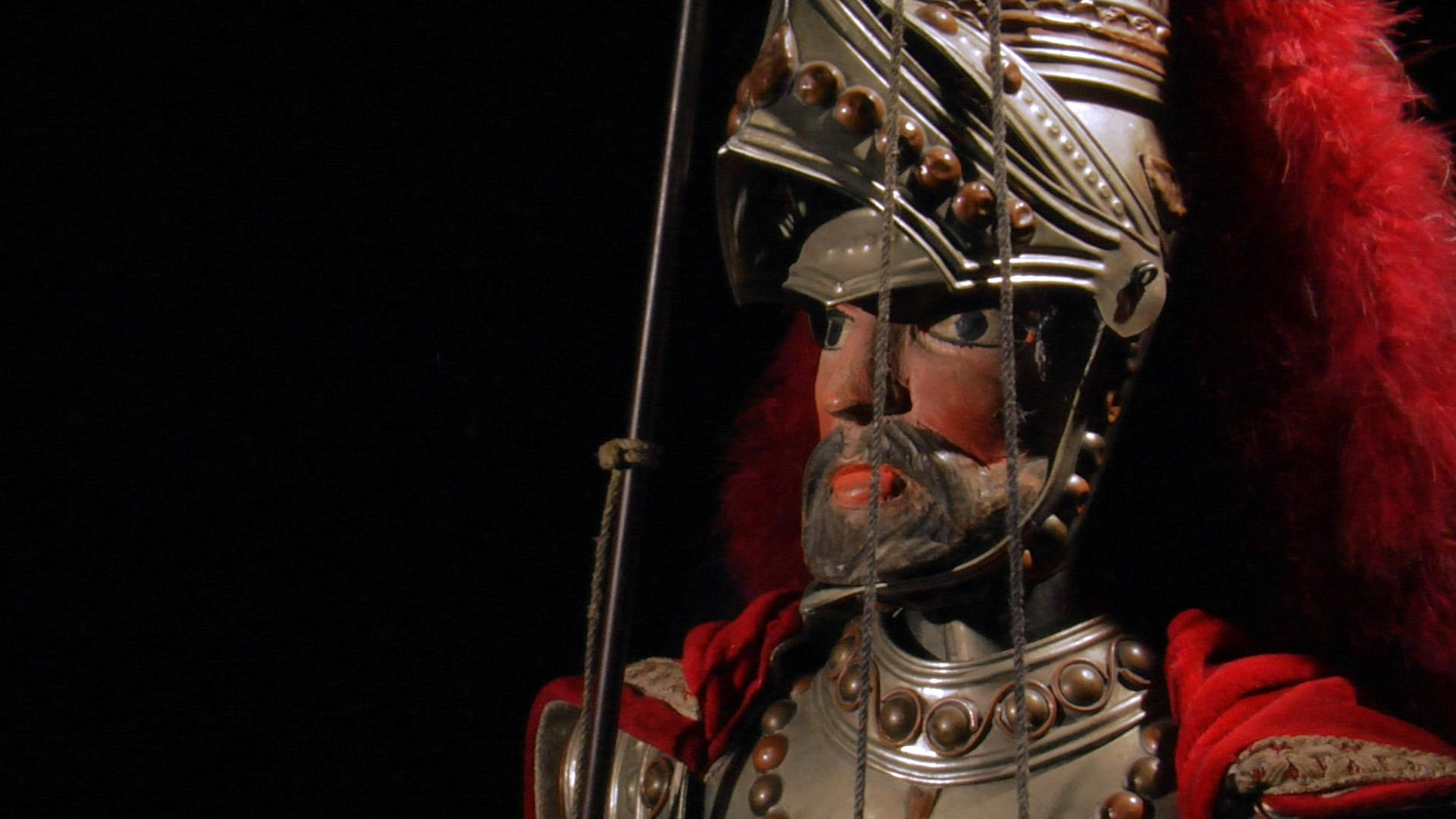
Extrait du film Orlando Ferito - Roland Blessé

Orlando ferito (Roland blessé) est un documentaire français réalisé par Vincent Dieutre, sorti le 2 décembre 2015.

## Synopsis
"Vincent Dieutre, cinéaste grand lecteur lit devant nous, et c’est un premier geste salvateur : il lit La Survivance des lucioles de Georges Didi-Huberman (Minuit), ou La Révolte de Pierandrea Amato (Lignes). Et deuxième geste salvateur, il s’émerveille (et sa caméra restitue pour nous cet émerveillement et nous émerveille à notre tour) : il s’émerveille d’un spectacle de marionnettes, les Pupi, jusqu’à inventer pour elles un nouveau texte, un Orlando ferito, Roland blessé, variation inédite de l’Arioste, écrite avec Camille de Toledo."

## Fiche technique
- Titre : Orlando ferito (Roland blessé)
- Réalisation : Vincent Dieutre
- Scénario et dialogues : Camille de Toledo, Giulio Minghini, Vincent Dieutre, d'après des textes de Pier Paolo Pasolini, Giorgio Agamben et Georges Didi-Huberman
- Photographie : Arnold Pasquier
- Animation : Guillaume Dimanche
- Manipulation des Pupi : Giacomo Cuticchio et Fulvio Verna
- Commentaire : Éva Truffaut et Vincent Dieutre
- Son : Benjamin Bober
- Montage : Dominique Auvray (image) ; Jean-Marc Schick (son)
- Production : Stéphane Jourdain ; Gilles Le Mao, Laurence Milon, Caroline Helburg (associés)
- Société de production : La Huit Production, avec le soutien du Centre national du cinéma et de l'image animée (CNC) et du Groupement national des cinémas de recherche (GNCR)[2]
- Société de distribution : La Huit Production
- Format : couleur - 16/9
- Genre : documentaire
- Durée : 104 minutes
- Date de sortie :
  - France : 2 décembre 2015

## Réception critique
Pour Pascale Fautrier, de Mediapart, le film est « magnifique de beauté et d'urgence : quand cessera notre assentiment complice à la catastrophe politique annoncée par Pasolini avant son assassinat ? ». 

## Autour du film
Ont également collaboré au film :
- Mimmo Cuticchio (it), principal héritier de la tradition des conteurs siciliens et de l'Opera dei Pupi ;
- Georges Didi-Huberman, auteur de La Survivance des lucioles ;
- Pierandrea Amato, professeur de philosophie à l'Université de Messine ;
- Gigi Maladora, enseignant turinois, ancien militant du Parti de la refondation communiste et du Mouvement gay italien.